# Theretra alecto
Theretra alecto es una polilla de la familia Sphingidae. Vuela en la ecozona Indomalaya y Paleartica, incluyendo los extremos del sur del este de Europa.
Su envergadura es de 75 a 106 mm.
Las larvas se alimentan de vides y de Parthenocissus .

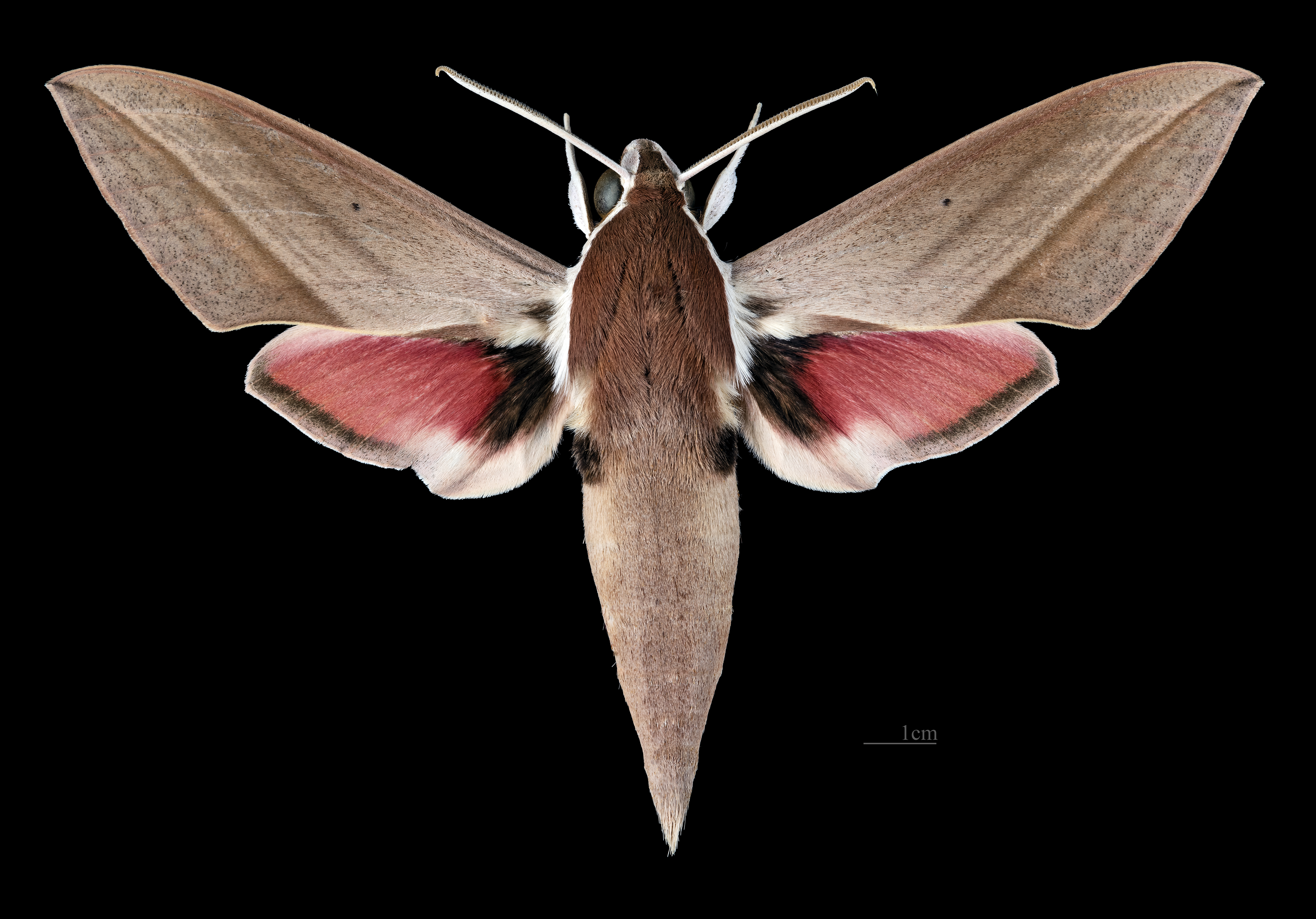
♂ Theretra alecto
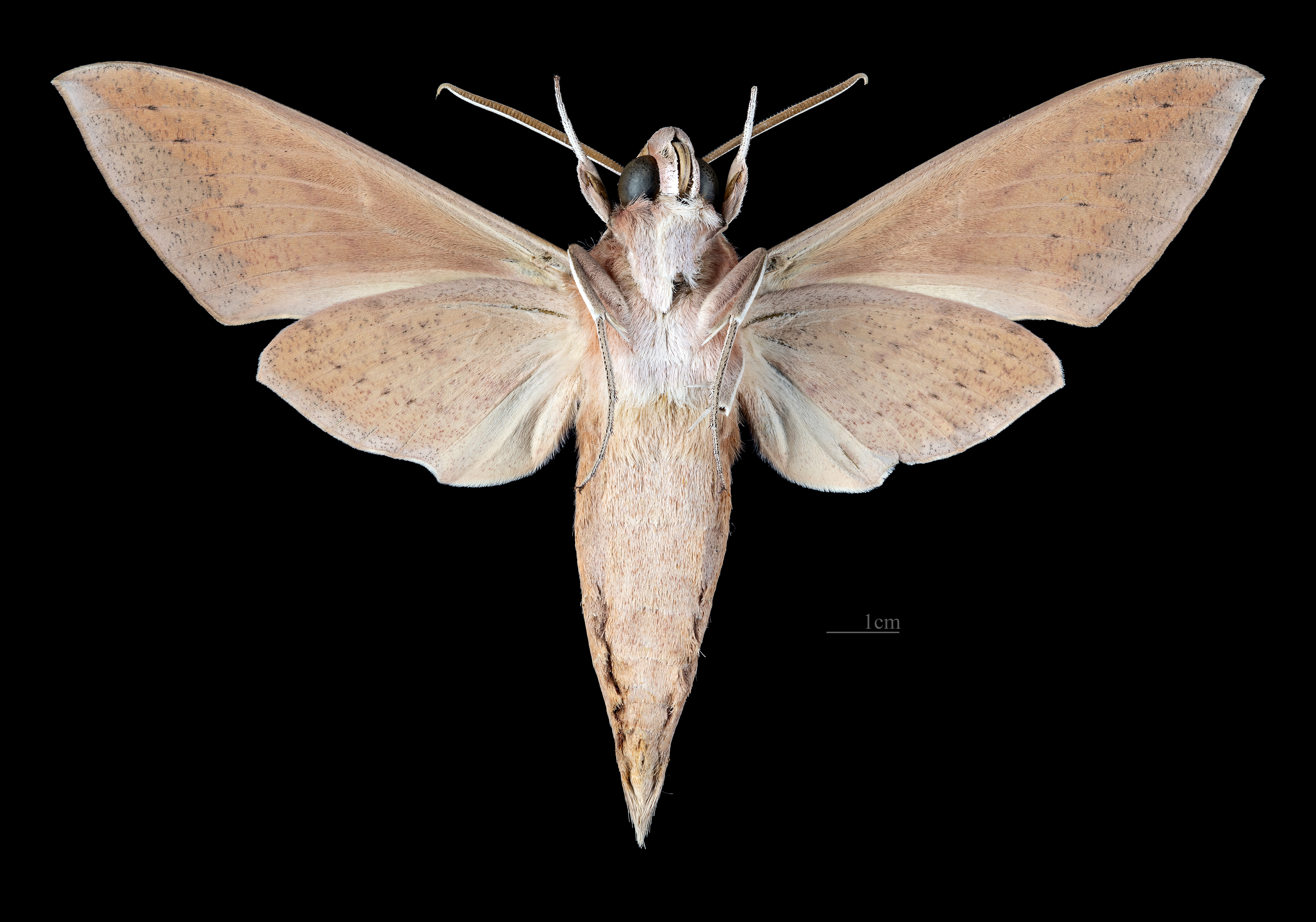
♂  △ Theretra alecto
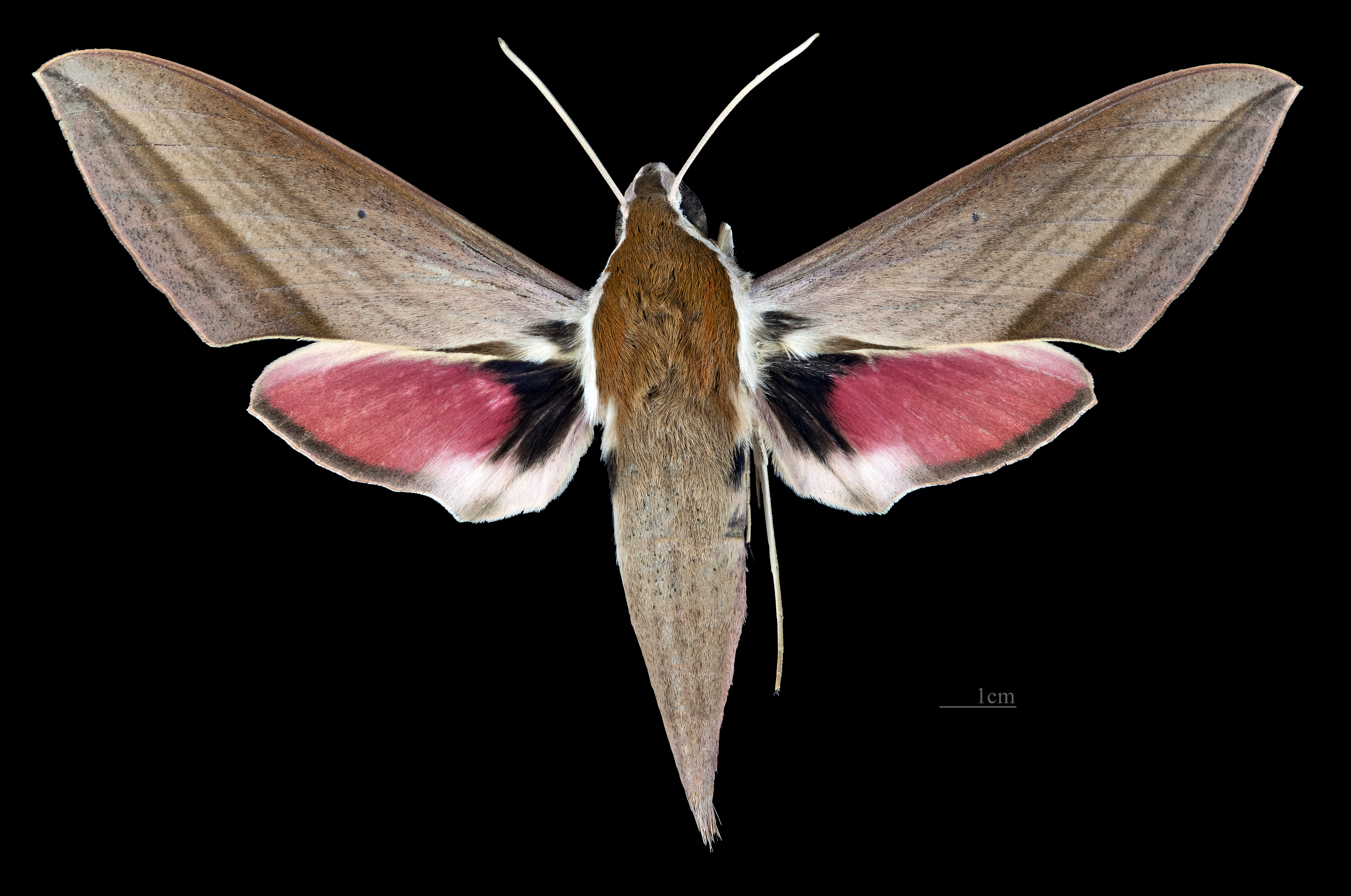
♀ Theretra alecto'
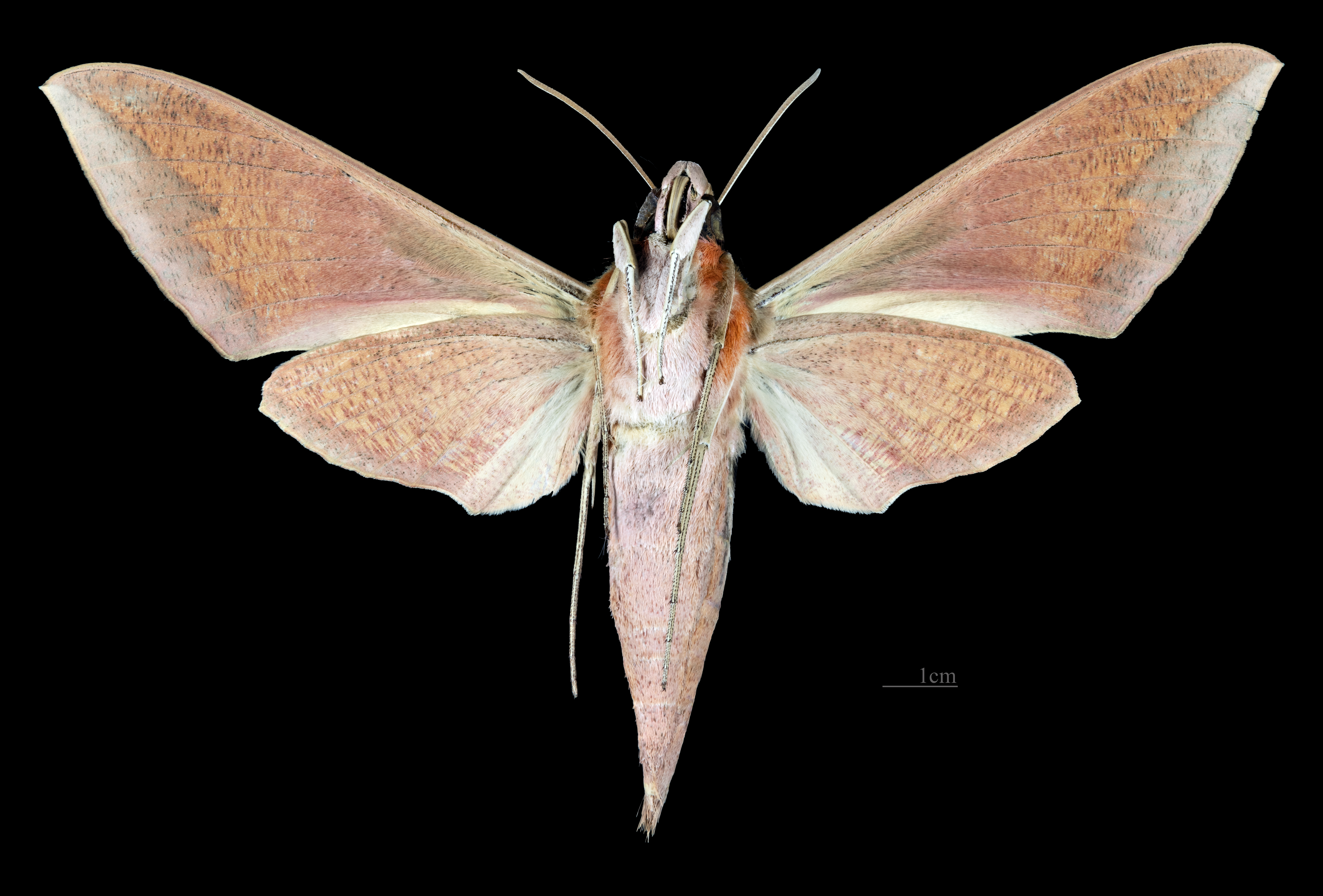
♀  △ Theretra alecto
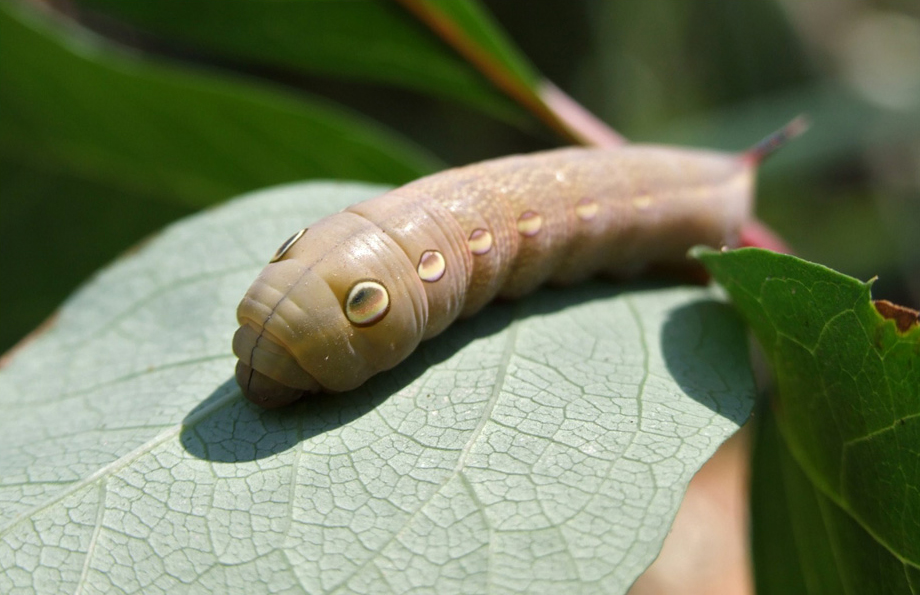
Larva
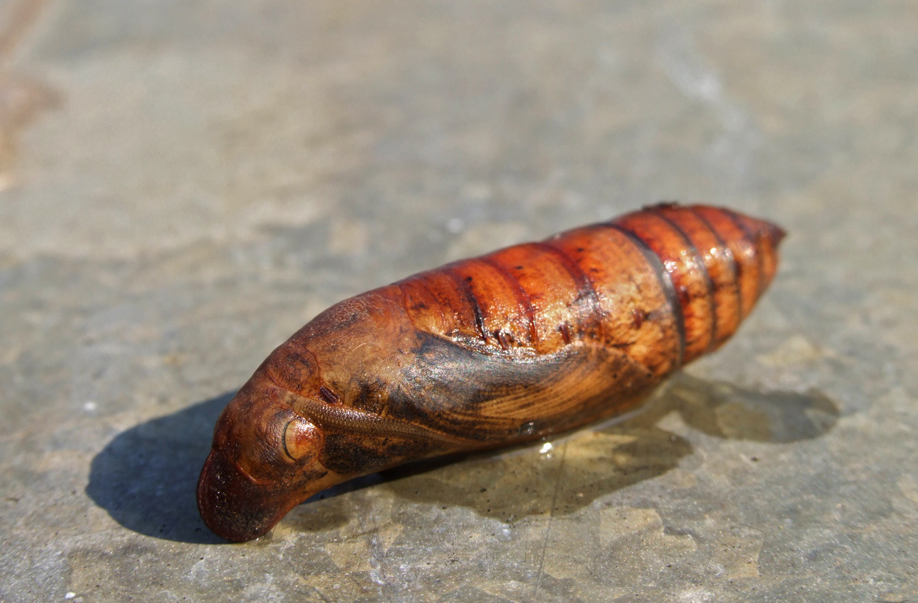
Crisálida